# Brebes (plaats)
Brebes is een bestuurslaag in het regentschap Brebes van de provincie Midden-Java, Indonesië. Brebes telt 21.640 inwoners (volkstelling 2010).